# Weissella beninensis
Weissella beninensis ist eine Spezies Gram-positiver, Katalase-negativer, heterofermentativer Milchsäurebakterien. Es handelt sich um kurze kokkoide Stäbchen. Sie sind beweglich und bilden keine Sporen. Auf MRS-Agar unter anaeroben Bedingungen wachsen weiße bis cremefarbene kreisförmige konvexe Kolonien. Aus Glucose bilden Weissella beninensis Milchsäure unter Gasbildung. Aus Arginin bilden sie Ammoniak. Weissella beninensis wachsen bei 15 °C bis 45 °C und pH-Werten von 3,9 bis 8,0. Der Typstamm wurde aus fermentiertem Cassava isoliert.